# De mannen van dokter Anne
De mannen van dokter Anne is een Duitse televisieserie (oorspronkelijke titel: "Doctor’s Diary – Männer sind die beste Medizin"). De serie is in 2016 opgenomen en eind 2016, begin 2017 uitgezonden op de Nederlandse televisiezender Net5. De mannen van Dokter Anne heeft tot nu toe 1 seizoen uitgebracht in Nederland, in samenwerking met Talpa en Net5.
Seizoen 1, is op dvd verschenen. met alle 8 afleveringen verdeeld onder twee dvd's.

## Personages

### Hoofdpersonages
| Personage            | Acteur/actrice       | Afleveringen | Seizoen |
| -------------------- | -------------------- | ------------ | ------- |
| Anne Maria Hazenberg | Noortje Herlaar      | 1- 8         | 1       |
| Mark Meijer          | Benja Bruijning      | 1- 8         | 1       |
| Sam Zwart            | Matteo van der Grijn | 1- 8         | 1       |
| Jochem Hazenberg     | Nick Golterman       | 1- 8         | 1       |

### Nevenpersonages
| Personage                 | Acteur/actrice       | Afleveringen | Seizoen |
| ------------------------- | -------------------- | ------------ | ------- |
| Mark Meijer (Jong)        | Roy van Maren        | 1 - 5        | 1       |
| Prof. Dr. Frans Hazenberg | Wilbert Gieske       | 1 - 8        | 1       |
| Ellen Hazenberg           | Joke Tjalsma         | 1 - 8        | 1       |
| Zuster Natasja Romein     | Jamie Grant          | 1 - 8        | 1       |
| Zuster Sabine             | Keja Klaasje Kwestro | 1 - 8        | 1       |
| Jochem Hazenberg          | Nick Golterman       | 1 - 8        | 1       |